# Women’s Cricket World Cup 1993
Der Women’s Cricket World Cup 1993 war der fünfte Cricket World Cup der Frauen, der im One-Day-Format über 60 Over ausgetragen wurde. Er wurde vom 20. Juli bis 1. August 1993 in England ausgetragen. Durchsetzen konnte sich die Mannschaft aus England, die im Finale Neuseeland mit 67 Runs besiegte.

## Teilnehmer
Es nahmen vier Nationalmannschaften teil:
| - Australien - England - Dänemark - Indien | - Irland - Neuseeland - Niederlande - West Indies |

## Austragungsorte
Das Turnier wurde in mehreren Stadien über England verteilt ausgetragen. Das Finale fand auf dem Lord’s Cricket Ground statt.

## Format
Die acht Teams spielten jeweils einmal gegen jedes andere in einem Round-Robin-Format. Die beiden Gruppenersten spielten anschließend das Finale.

## Ergebnisse

### Vorrunde
Tabelle
| Vorrunde    | Sp. | S | N | NR | P  | RR    |
| ----------- | --- | - | - | -- | -- | ----- |
| Neuseeland  | 7   | 7 | 0 | 0  | 14 | 3.202 |
| England     | 7   | 6 | 1 | 0  | 12 | 3.382 |
| Australien  | 7   | 5 | 2 | 0  | 10 | 3.147 |
| Indien      | 7   | 4 | 3 | 0  | 8  | 2.544 |
| Irland      | 7   | 2 | 5 | 0  | 4  | 2.607 |
| West Indies | 7   | 2 | 5 | 0  | 4  | 2.270 |
| Dänemark    | 7   | 1 | 6 | 0  | 2  | 1.926 |
| Niederlande | 7   | 1 | 6 | 0  | 2  | 1.791 |

Spiele
| 20. Juli Scorecard | Warrington | Niederlande 53 (49.3)             | – | Australien 56-0 (16.5) |
|                    |            | Australien gewinnt mit 10 Wickets |   |                        |

| 20. Juli Scorecard | Banstead | England 286-3 (60)           | – | Dänemark 47-0 (33.5) |
|                    |          | England gewinnt mit 239 Runs |   |                      |

| 20. Juli Scorecard | Nottingham | Indien 155-5 (52.3)        | – | West Indies 92 (48.4) |
|                    |            | Indien gewinnt mit 63 Runs |   |                       |

| 20. Juli Scorecard | Shenley | Irland 82-6 (39)                 | – | Neuseeland 83-3 (19.3) |
|                    |         | Neuseeland gewinnt mit 7 Wickets |   |                        |

| 21. Juli Scorecard | Wetherby | Indien 108 (58.4)                | – | Australien 114-3 (38.3) |
|                    |          | Australien gewinnt mit 7 Wickets |   |                         |

| 21. Juli Scorecard | Oxford | Irland 234-6 (60)          | – | Dänemark 164-9 (60) |
|                    |        | Irland gewinnt mit 70 Runs |   |                     |

| 21. Juli Scorecard | Beckenham | Neuseeland 127 (54.5)          | – | England 102 (57.2) |
|                    |           | Neuseeland gewinnt mit 25 Runs |   |                    |

| 21. Juli Scorecard | Stoke-on-Trent | Niederlande 158 (59.5)          | – | West Indies 88 (45.4) |
|                    |                | Niederlande gewinnt mit 70 Runs |   |                       |

| 24. Juli Scorecard | Tunbridge Wells | West Indies 131-8 (60)           | – | Australien 133-2 (29.5) |
|                    |                 | Australien gewinnt mit 8 Wickets |   |                         |

| 24. Juli Scorecard | Crowthorne | Dänemark 93 (58.1)               | – | Neuseeland 94-1 (17.5) |
|                    |            | Neuseeland gewinnt mit 9 Wickets |   |                        |

| 24. Juli Scorecard | Reading | England 259-4 (60)                   | – | Irland 80-9 (56) |
|                    |         | England gewinnt mit höherer Run Rate |   |                  |

| 24. Juli Scorecard | Beaconsfield | Indien 93-4 (35)           | – | Niederlande 76 (34.1) |
|                    |              | Indien gewinnt mit 17 Runs |   |                       |

| 25. Juli Scorecard | Roehampton | Australien 194-8 (60)          | – | Irland 145-4 (60) |
|                    |            | Australien gewinnt mit 49 Runs |   |                   |

| 25. Juli Scorecard | Beckenham | West Indies 120 (45.3)          | – | Dänemark 76 (52.1) |
|                    |           | West Indies gewinnt mit 44 Runs |   |                    |

| 25. Juli Scorecard | Finchampstead | England 179 (59.5)         | – | Indien 176 (59.5) |
|                    |               | England gewinnt mit 3 Runs |   |                   |

| 25. Juli Scorecard | Lindfield | Niederlande 40 (54.2)             | – | Neuseeland 41-0 (13.2) |
|                    |           | Neuseeland gewinnt mit 10 Wickets |   |                        |

| 26. Juli Scorecard | Crowthorne | Dänemark 152-7 (60)          | – | Niederlande 122 (55.1) |
|                    |            | Dänemark gewinnt mit 30 Runs |   |                        |

| 26. Juli Scorecard | Guildford | England 208-5 (60)          | – | Australien 165 (53.5) |
|                    |           | England gewinnt mit 43 Runs |   |                       |

| 26. Juli Scorecard | Crowthorne | Irland 151 (58.4)            | – | Indien 152-6 (57.3) |
|                    |            | Indien gewinnt mit 4 Wickets |   |                     |

| 26. Juli Scorecard | Chiswick | West Indies 96 (57.1)            | – | Neuseeland 97-3 (26.4) |
|                    |          | Neuseeland gewinnt mit 7 Wickets |   |                        |

| 28. Juli Scorecard | Dulwich | Dänemark 76 (54)                 | – | Australien 77-3 (8.5) |
|                    |         | Australien gewinnt mit 7 Wickets |   |                       |

| 28. Juli Scorecard | Arundel | West Indies 120 (59.4)        | – | England 123-6 (46.1) |
|                    |         | England gewinnt mit 4 Wickets |   |                      |

| 28. Juli Scorecard | Ealing | Neuseeland 154-8 (60)          | – | Indien 112 (54.3) |
|                    |        | Neuseeland gewinnt mit 42 Runs |   |                   |

| 28. Juli Scorecard | Marlow | Niederlande 134-8 (60)       | – | Irland 136-8 (56.3) |
|                    |        | Irland gewinnt mit 2 Wickets |   |                     |

| 29. Juli Scorecard | Beckenham | Australien 77 (51.3)              | – | Neuseeland 78-0 (18.2) |
|                    |           | Neuseeland gewinnt mit 10 Wickets |   |                        |

| 29. Juli Scorecard | Slough | Dänemark 116 (57.5)          | – | Indien 117-1 (40.5) |
|                    |        | Indien gewinnt mit 9 Wickets |   |                     |

| 29. Juli Scorecard | Ealing | England 207-5 (60)           | – | Niederlande 74 (53.5) |
|                    |        | England gewinnt mit 133 Runs |   |                       |

| 29. Juli Scorecard | Dorking | West Indies 208-6 (60)          | – | Irland 189-9 (60) |
|                    |         | West Indies gewinnt mit 19 Runs |   |                   |

### Finale
| 1. August Scorecard | Lord’s | England 195-5 (60)          | – | Neuseeland 128 (55.1) |
|                     |        | England gewinnt mit 67 Runs |   |                       |